# Untermerzbach
Untermerzbach là một đô thị ở Haßberge bang Bavaria thuộc nước Đức.